# 퍼시 호지
퍼시 호지(Percy Hodge, 1890년 12월 26일 ~ 1967년 12월 27일)는 영국의 육상 선수로 1920년 안트베르펀 올림픽 3000m 장애물경주 금메달리스트였다.
건지섬에서 태어나 웨이머스와 본머스로 이주하다가, 결국 벡스힐온시에 정착하였다.
그는 1919년부터 1921년까지, 그리고 1926년 4회의 AAA 2 마일 장애물경주 우승을 하였다. 1920년 두번째 바퀴에서 그의 운동화가 벗겨져 100 야드를 패하는 원인을 가져오다가 아직 그는 75 야드의 차이에 의하여 경주를 우승하였다. 그는 또한 그해 초순에 열린 국제 크로스컨트리 선수권 대회에서 9위를 하고, 자신의 팀이 1위를 하는 데 도움을 주었다.
안트베르펀 올림픽은 3000m 장애물경주를 포함한 첫 경기였다. 후반의 경연들에 비하여 이 종목은 유리의 코스에서 달려졌다. 호지는 우승 후보였으며, 쉽게 예선을 우승하여 필드의 나머지를 앞서 달렸다. 그는 10분 00.4초로 결승전을 우승하여 2위로 온 미국의 패트릭 플린을 100m 앞섰다. 호지는 또한 영국이 은메달을 획득한 3000m 팀 경주의 예선들에서 뛰기도 하였다.